# Against the Wind
Albums de Bob Seger
Stranger in Town
(1978) Nine Tonight
(1981)
Singles
1. Fire Lake
Sortie : Janvier 1980
2. Against the Wind
Sortie : Avril 1980
3. You'll Accomp'ny Me
Sortie : Juillet 1980
4. The Horizontal Bop
Sortie : 1980

Against the Wind est le onzième album studio de l'auteur-compositeur-interprète et guitariste américain de rock Bob Seger. Il est sorti le 25 février 1980 sur le label Capitol Records.

## Historique
Cet album, le quatrième que Bob Seger enregistra avec le Silver Bullet Band, fut enregistré dans trois studios différents:
- Les Studios Criteria de Miami en Floride avec Bob Seger et Punch Andrews à la production
- Les The Muscle Shoals studios de Sheffield en Alabama avec Bob Seger et les musiciens de la Muscle Shoals Rhythm Section comme producteurs
- Les Studios Bayshore de Coconut Grove en Foride avec le propriétaire des lieux, Bill Szymczyk, comme producteur.

Quatre singles furent tirés de cet album et se classèrent tous au Billboard hot 100 , Fire Lake (# 6), Against the Wind (# 5), You'll Accomp'ny Me (# 14) et Horizontal Bop (# 42).
L'album a été classé premier au Billboard 200 en mai 1980 détrônant l'album The Wall de Pink Floyd, Il restera 6 semaine à la plus haute place de ce chart. Il se classa aussi à la première place au Canada et en France.
Cet album fut récompensé en 1981 par un Grammy Award dans la catégorie "Meilleure prestation vocale rock par un groupe ou un duo".

## Liste des titres
Toutes les chansons sont écrites et composées par Bob Seger.
| 1. | The Horizontal Bop    | Studios Criteria, Miami, FL              | 4:03 |
| 2. | You'll Accomp'ny Me   | Studios Criteria, Miami, FL              | 4:00 |
| 3. | Her Strut             | Bayshore Studios, Coconut Grove, FL      | 3:51 |
| 4. | No Man's Land         | The Muscle Shoals studios, Sheffield, AL | 3:43 |
| 5. | Long Twin Silver Line | The Muscle Shoals studios, Sheffield, AL | 4:18 |

| 6.  | Against the Wind                | Bayshore Studios, Coconut Grove, FL      | 5:34 |
| 7.  | Good for Me                     | The Muscle Shoals studios, Sheffield, AL | 4:03 |
| 8.  | Betty Lou's Gettin' Out Tonight | Bayshore Studios, Coconut Grove, FL      | 2:52 |
| 9.  | Fire Lake                       | The Muscle Shoals studios, Sheffield, AL | 3:30 |
| 10. | Shinin' Brightly                | The Muscle Shoals studios, Sheffield, AL | 4:30 |

## Musiciens
- Bob Seger – chant, guitares, chœurs

avec 
The Silver Bullet Band sur les titres 1, 2, 3, 6 & 8
- Drew Abbott – guitare
- Alto Reed – saxophone
- Chris Campbell – basse
- David Teegarden – percussions, batterie

The Muscle Shoals Rhythm Section sur les titres 4, 5, 7, 9 & 10
- Barry Beckett - piano, claviers
- Randy McCormick - orgue, claviers
- Pete Carr – guitare
- Jimmy Johnson – guitare
- David Hood – basse
- Roger Hawkins - percussions, batterie

Autres musiciens
- Bill Payne - orgue, synthétiseur, piano sur "You'll Accomp'ny Me"
- Dr. John - claviers sur "Horizontal Bop"
- Paul Harris – orgue et piano sur "Against the Wind" et piano sur "Betty Lou's Getting Out Tonight"
- Doug Riley – synthétiseur sur "No Man's Land"
- Sam Clayton - percussions sur "You'll Accomp'ny Me"
- Accompagnement au chant sur "Fire Lake": Glenn Frey, Don Henley, Timothy B. Schmit
- Accompagnement au chant sur "Against the Wind": Glenn Frey, Bob Seger
- Accompagnement au chant sur "You'll Accomp'ny Me" "Good For Me" and "Shinin' Brightly": Ginger Blake, Laura Creamer, Linda Dillard

## Charts et certifications

### Album
Charts
| Pays             | Durée du classement | Meilleur classement | Date          |
| ---------------- | ------------------- | ------------------- | ------------- |
| Allemagne        | 27 semaines         | 17e                 | 5 mai 1980    |
| Canada           | 34 semaines         | 1er                 | 7 juin 1980   |
| États-Unis       | 109 semaines        | 1er                 | 3 mai 1980    |
| France           | 56 semaines         | 1er                 | 5 mai 1980    |
| Norvège          | 1 semaine           | 38e                 | 20 avril 1980 |
| Nouvelle-Zélande | 17 semaines         | 3e                  | 23 mars 1980  |
| Pays-Bas         | 9 semaines          | 17e                 | 5 avril 1980  |
| Royaume-Uni      | 6 semaines          | 26e                 | 29 mars 1980  |
| Suède            | 8 semaines          | 11e                 | 21 mars 1980  |

Certifications
| Pays       | Certification | Ventes      | Date              |
| ---------- | ------------- | ----------- | ----------------- |
| Canada     | 5 × Platine   | 500 000 +   | 1er juillet 1982  |
| États-Unis | 5 × Platine   | 5 000 000 + | 22 septembre 2003 |

### Singles
| Single                     | Chart              | Durée du classement | Position | Date              |
| -------------------------- | ------------------ | ------------------- | -------- | ----------------- |
| Fire Lake                  | Hot 100            | 16 semaines         | 6e       | 3 mai 1980        |
| Fire Lake                  | Adult Contemporary | 10 semaines         | 31e      | 29 mars 1980      |
| Fire Lake                  | RPM Top Singles    | 22 semaines         | 3e       | 3 mai 1980        |
| Fire Lake                  | RMNZ Singles Top40 | 9 semaines          | 18e      | 30 mars 1980      |
| Fire Lake                  | Mega Top 50        | 1 semaine           | 43e      | 22 mars 1980      |
| Against the Wind · Platine | Hot 100            | 16 semaines         | 5e       | 14 juin 1980      |
| Against the Wind · Platine | Adult Contemporary | 13 semaines         | 8e       | 14 juin 1980      |
| Against the Wind · Platine | (V) Ultratop       | 2 semaines          | 34e      | 10 janvier 1981   |
| Against the Wind · Platine | RPM Top Singles    | 16 semaines         | 6e       | 5 juillet 1980    |
| You'll Accomp'ny Me        | Hot 100            | 16 semaines         | 14e      | 20 septembre 1980 |
| You'll Accomp'ny Me        | Adult Contemporary | 15 semaines         | 17e      | 14 juin 1980      |
| You'll Accomp'ny Me        | RPM Top Singles    | 10 semaines         | 8e       | 5 novembre 1980   |
| The Horizontal Top         | Hot 100            | 12 semaines         | 42e      | 13 décembre 1980  |